# Samsung Galaxy Fold
Samsung Galaxy Fold – pierwszy smartfon z serii Galaxy ze składanym wyświetlaczem. Telefon bazuje na systemie Android 9 Pie. Wyprodukowany został przez południowokoreańską firmę Samsung. Pierwsze telefony pojawiły się w kwietniu 2019 roku i trafiły do testerów. Okazało się, że seria jest wadliwa, więc producent przesunął datę oficjalnej premiery na wrzesień 2019, aby mieć czas na poprawienie mankamentów. W Polsce premiera odbyła się w październiku 2019 roku.